# Since I Don’t Have You
Since I Don’t Have You ist ein Lied, das zuerst 1958 von der US-amerikanischen Doo-Wop-Gruppe The Skyliners veröffentlicht wurde. Don McLean und Ronnie Milsap veröffentlichten erfolgreiche Coverversionen. Zudem wurde es auch in der Version der Hard-Rock-Band Guns N’ Roses aus dem Jahr 1993 bekannt. Es erschien auf deren Album The Spaghetti Incident?

## Hintergrund
Der Song wurde von Jackie Taylor, James Beaumont, Janet Vogel, Joseph Rock, Joe Verscharen, Lennie Martin und Wally Lester geschrieben, wobei Beaumont die Musik schrieb, während der Text vor allem von Joseph Rock stammte, der Manager und Produzent der Band war. Es war die erste Single der Doo-Wop-Grupp. Musikalisch und textlich handelt es sich um eine für das Genre typische Herzschmerz-Ballade. Sie handelt vom Verlust der Liebe und der sich nach einer Trennung einstellenden Verzweiflung. Der Text ist von einem Gefühl der Traurigkeit geprägt, die Joseph Rock kurz vorher empfand, als er von seiner Freundin verlassen wurde. Angeblich schrieb er den Song während einer Autofahrt und schrieb immer an den Ampeln den nächsten Vers auf. Der Song wird als Falsett gesungen. Die Vocals übernahm Jimmy Beaumont, der auch Lead-Sänger der Gruppe war.
Die Single erschien im Dezember 1958 mit der B-Seite One Night, One Night. Sie erreichte Platz zwölf der Billboard Hot 100 sowie Platz sieben der Cash Box Charts. Produziert wurde sie von Joseph Rock. Sie erschien auf dem selbstbetitelten Debütalbum der Skyliners und war mit Abstand die erfolgreichste Single der Band.
2013 erschien das Filmdrama und Filmbiografie Since I Don’t Have You, in dem der Sohn von Sängerin Janet Vogel, die im Alter von 37 Jahren Selbstmord beging, seinen Vater konfrontiert.

## Coverversionen
Über die Jahre erhielt das Lied mehrere Coverversionen, unter anderem von The Four Tops, Eddie Holman, Chuck Jackson und Patti LaBelle.

### Version von Chuck Jackson
Die erste erfolgreiche Coverversion stammt von Chuck Jackson, der den Song 1964 auf seinem Album Mr. Everything coverte und als Single veröffentlichte. Der Song platzierte sich in den Billboard Hot 100 auf Platz 47 und in den R&B-Charts auf Platz 18.

### Version von Art Garfunkel
Art Garfunkel veröffentlichte seine Version des Liedes 1979 auf dem Album Fate for Breakfast. Das Lied wurde auch als Single ausgekoppelt und erreichte Platz 38 in den britischen und Platz 53 in den US-amerikanischen Charts.

### Version von Don McLean
1981 veröffentlichte Don McLean eine Easy-Listening-Version, die Platz 23 der Billboard Hot 100 und Platz 6 der Adult Contemporary Charts erreichte. Auch in Kanada erreichte die Version Platz zwei in den Adult Contemporary-Charts des Landes. Es war der letzte nennenswerte Erfolg des Künstlers bis zum Madonna-Cover seines Hits American Pie.

### Version von Ronnie Milsap
Ronnie Milsap brachte 1991 eine Country-Version heraus, die Platz sechs der Billboard Hot Country Singles & Tracks erreichte. Sie erschien auf seinem Album Back to the Grindstone bei RCA Nashville. Produziert wurde sie von Milsap, Rob Galbraith und Richard Landis.

### Version von Guns N’ Roses
Der Song wurde 1993 von Guns N’ Roses auf ihrem fünften Studioalbum, dem Coveralbum The Spaghetti Incident? gecovert. Axl Rose ergänzte nach der dritten Strophe und vor dem Gitarrensolo „Yeah, we’re fucked“, das in der Singleversion nicht enthalten war. Da man dies nicht heraushören konnte, weil es durch das Gitarrensolo etwas verdeckt wurde, wurde das Lied dennoch von zahlreichen Radiostationen in Unwissenheit in der Albumversion gespielt.
Es war die 18. Singleveröffentlichung der Band und die zweite Single aus dem Album. Sie erschien im März 1994 und erreichte Platz 69 der Billboard Hot 100 sowie Platz zehn im Vereinigten Königreich.
Im Musikvideo ist Gary Oldman zu sehen, der als ein lächelnder Dämon im Mephisto-Make-Up Axl Rose traktiert. Er foltert, verbrennt ihn und fährt sein Auto von einer Klippe. Am Ende des Clips ertrinkt Rose. Dazwischen geschnitten sind Kuss- und angedeutete Sexszenen mit Roses Freundin, die von Model Jennifer Driver gespielt wird. Zudem sind letztmals die Originalmitglieder Duff McKagan und Slash zu sehen, ebenso wie Schlagzeuger Matt Sorum und Rhythmusgitarrist Gilby Clarke. Diese entspannen am Strand mit leicht bekleideten Frauen. Regie führte Sante D’Orazio.
Der Song erschien auch auf ihrem 2004er Best-of-Album Greatest Hits als vorletzter Titel.

### Weitere Coverversionen
- 1959: Trini Lopez
- 1965: Manfred Mann
- 1965: Jerry Butler
- 1965: Ricky Nelson
- 1965: The Four Seasons
- 1966: Lou Christie
- 1967: The Pacific Showband
- 1967: James Darren
- 1968: Jay Black
- 1969: Jay & the Americans
- 1970: The Vogues
- 1973: Diana  Ross
- 1973: Lenny Welch
- 1973: Simon Fischer Turner
- 1974: Barbra Streisand
- 1977: Patti LaBelle
- 1986: Johnny Mathis
- 1986: Lou Christie & Lesley Gore: Since I Don't Have You/It's Only Make Believe
- 1998: Brian Setzer Orchestra
- 2014: Dan Chandler
- 2014: Gail Davies feat. Benny Golson

## Weitere Versionen

### Memories of Days Gone By
The Five Satins veröffentlichten 1982 die Single Memories of Days Gone By, ein Medley aus den sieben Doo-Wop-Hits 16 Candles, Earth Angel, Only You, A Thousand Miles Away, Tears on My Pillow, In the Still of the Night und Since I Don’t Have You.

### Grease
Im 1994er-Broadway-Revival vom Musical Grease ist Since I Don’t Have You im ersten Akt enthalten.

### Soundtracks
Since I Don’t Have You ist unter anderem auf dem Soundtrack folgender Filme enthalten:
- 1973: American Graffiti
- 1984: Buckaroo Banzai – Die 8. Dimension[22]
- 1989: Brennpunkt L.A. (nicht auf dem Soundtrack-Album)[23]